# جامعة سياتل
جامعة سياتل (بالإنجليزية: Seattle University)‏ أختصاراُ (SU)، هي جامعة كاثوليكية يسوعية، تقع في حي فيرست هيل بمدينة سياتل، بولاية واشنطن في شمال غرب الولايات المتحدة.
تعتبر أكبر جامعة مستقلة في شمال غرب الولايات المتحدة، مع أكثر من 7500 طالب مسجل في برامج البكالوريوس والدراسات العليا في ثماني مدارس، وهي واحدة من 28 مؤسسة الأعضاء في جمعية كليات وجامعات اليسوعيين.

## أبرز الخريجين
|  |  |  |  |  |

## وصلات خارجية
- الموقع الرسمي
- Seattle University Athletics website